# X-ファイル シーズン2
『X-ファイル』のシーズン2（全25話）は1994年9月16日にFOXでの放送が始まり、1995年5月19日に放送が終了した。

## スタッフ
- 製作総指揮:クリス・カーター、グレン・モーガン、ジェームズ・ウォン、ハワード・ゴードン、R・W・グッドウィン、ポール・ラブウィン、キム・マナーズ
- 製作:デヴィッド・ナッター、ジョセフ・パトリック・フィン、ロブ・ボウマン
- 音楽:マーク・スノウ

## キャスト

### 主要キャスト
- デヴィッド・ドゥカヴニー - フォックス・モルダー特別捜査官
- ジリアン・アンダーソン - ダナ・スカリー特別捜査官
- ウィリアム・B・デイヴィス - シガレット・スモーキング・マン
- ミッチ・ピレッジ - ウォルター・スキナーFBI副長官
- ニコラス・リー - アレックス・クライチェック
- ブルース・ハーウッド - ジョン・フィッツジェラルド・バイヤース
- トム・ブレイドウッド - メルビン・フロヒキー
- ディーン・ハグランド - リチャード・ラングリー
- スティーヴン・ウィリアムズ - ミスターX

### 主要ゲスト
- ピーター・ドゥナット - ウィリアム・モルダー
- レベッカ・トゥーラン - ティナ・モルダー
- ミーガン・リーチ - サマンサ・モルダー
- シーラ・ラーケン - マーガレット・スカリー
- ドン・S・デイヴィス - ウィリアム・スカリー
- メリンダ・マックグロウ - メリッサ・スカリー
- スティーヴ・レイルズバック - デュエイン・ベリー
- レイモンド・J・バリー - リチャード・マティソン上院議員
- ブライアン・トンプソン - バウンティハンター
- フロイド・ウェスターマン - アルバート・ホスティン
- CCH・パウンダー - ルーシー・カジン捜査官
- ニック・チンランド - ドナルド・ファスター
- スーザン・ブロンマート - フィリス・パドック
- トニー・シャルーブ - チェスター・バントン

## シーズンの概要
シーズン1最終話「三角フラスコ」でX-ファイル課の閉鎖が決定したことにより、スカリーはFBIアカデミーの教官に戻り、モルダーは盗聴の任務に就くことになった。真実の追及をあきらめてはいなかったモルダーは、自らの支援者であるリチャード・マティソン上院議員からエイリアンに関する情報を入手する。プエルトリコのアレシボ天文台を捜査したモルダーはエイリアンを目撃したが、その存在に関する証拠を入手することができなかった。アレシボから帰って来たモルダーはアレックス・クライチェック捜査官と組むことになる。また、ミスターXという新しい情報提供者が登場した。そんな中、エイリアンに誘拐されたことがあると主張する、デュエイン・ベリーが4人を人質にとって旅行代理店に立てこもる事件が発生し、モルダーはベリーと人質解放の交渉を行う。一度逮捕されたものの、ベリーは脱走し、スカリーを誘拐する。ベリーは自らがエイリアンに誘拐されたスカイランド・マウンテンに向かい、エイリアンに自分の身代わりとしてスカリーを差し出そうとしていた。モルダーはベリーを追いかけるが、クライチェックの妨害工作を受けてしまう。モルダーが山の頂上に到着したときには、スカリーはエイリアンに連れ去られていた。モルダーはベリーを逮捕したが、ベリーはクライチェックに殺される。クライチェックがシンジケート側の人間だと知ったモルダーは彼を告発しようとしたが、クライチェックはすでに姿をくらましていた。それを受けて、スキナー副長官はX-ファイル課の再開を決定する。
それから数か月後、突然、スカリーが昏睡状態のまま病院に運び込まれた。ミスターXはモルダーにエイリアンたちに報復する方法を教えるが、モルダーは病床のスカリーの元を訪れることを優先する。スカリーは無事回復し、仕事に復帰することができた。2人はウィスコンシン州で発生していたティーンエイジャーの連続誘拐事件の捜査に当たる。捜査の過程で、地元の医師が誘拐された若者たちに地球外のバクテリアを投与していたことが判明する。その証拠を隠滅するために、クルー・カット・マン（シーズン1でディープ・スロートを殺した暗殺者）が街にやってくるが、2人に逮捕される前に地元の保安官によって射殺される。
外見が一致している医者たちが次々と殺される事件を捜査していると、2人は姿を自由自在に変えることができるエイリアン、バウンティハンターの襲撃を受けた。バウンティハンターはエイリアンのクローンを次々と殺していった。そんな中、妹のサマンサが成長した姿で戻って来た。サマンサもバウンティハンターに狙われているという。ところが、スカリーがバウンティハンターに誘拐されてしまい、モルダーはサマンサの身柄とスカリーの身柄の交換を強いられることになる。モルダーはバウンティハンターの殺害を試みるが、サマンサが死んでしまう。その死体が溶けていく様子から、サマンサもエイリアンのクローンの一体であることが判明した。ミスターXの協力を得て、モルダーはバウンティハンターを追って北極海へ向かった。モルダーはハンターの有毒な血液を浴びて死にかけるが、スカリーの治療で生還する。
あるハッカーがモルダーに一本のデジタルテープを送って来た。そのテープの中にはロズウェル事件の真相があるという。ところが、そのテープに入っているデータはナバホ語で記述されていた。シガレット・スモーキング・マンはテープの所在を探しまわり、モルダーの父親、ウィリアムの元を訪れる。ウィリアムがモルダーにすべての真実を打ち明けようとしていると察したスモーキング・マンはクライチェックにウィリアムを殺害させた。モルダーとスカリーはニューメキシコ州を訪れ、第二次世界大戦で米軍の暗号を作成したナバホ族の老人、アルバート・ホスティンに会い、テープの翻訳を依頼する。ホスティンの孫はモルダーにエイリアンの死体が入った貨車を見せる。スモーキング・マンはモルダーに追いつき、貨車をモルダーごと焼きはらってしまった。

## 製作

### 構想
当初、シーズン2第1話「リトル・グリーン・マン」はクリス・カーター自らその脚本を執筆する予定だった。草稿の段階で、モルダーはモスクワで捜査を行うことになっていた。実際、製作スタッフは第1話をロシアで撮影しようとしていた。しかし、スケジュールの都合でそれを断念しなければならなくなった。その結果、カーターは別のアイデアを出さなければならなくなったが、いいアイデアを思いつくことができなかった。カーターの代わりに、グレン・モーガン、ジェームズ・ウォン、ハワード・ゴードンの3人が第1話の脚本を執筆した。「リトル・グリーン・マン」はエイリアンの姿がはっきりと映るシリーズ最初のエピソードとなった（シーズン1では、エイリアンの存在こそ示唆されていたが、姿までは現さなかった）。第1話の脚本執筆が遅れたことによって生じた時間のおかげで、カーターは第6話「昇天 Part.1」の脚本を書き上げ、X-ファイル課再開に至るまでのストーリーを構想することができた。
シーズン1の製作が終わったとき、スカリー捜査官を演じるジリアン・アンダーソンの妊娠が判明した。FOXの重役の数名がアンダーソンの降板を要求したが、カーターはそれを拒否した。スカリーがエイリアンの子供を出産するというアイデアも出たが、それは没になった。最終的に、製作陣はアンダーソンの産休に伴うスカリーの不在を、スカリーがエイリアンに誘拐されたという設定で乗り切ることを決めた。フランク・スポットニッツは「アンダーソンの妊娠はシリーズにとって僥倖になった。それを乗り切るために思いついた設定が、シリーズ全体で展開される複雑な「ミソロジー」の枠組みを作り出したんだ。」と当時を振り返っている。シーズン1でX-ファイル課が閉鎖され、モルダーとスカリーが離れ離れになったことも、スカリーの妊娠を隠すにあたっては好都合だった。撮影スタッフはカメラなアングルを変えたり、アンダーソンに毛皮のコートを着せたりすることで、スカリーが妊娠しているように見えない工夫を施した。シーズン2第7話「トリニティ」製作中に、アンダーソンは女児を出産した。

### キャスティング
シーズン1最終話で殺されたディープ・スロートに代わる情報提供者として、Xが登場することになった。当初、Xにはナタリア・ノグリッチがキャスティングされる予定であったが、脚本家たちがノグリッチと主演2人の相性が悪そうだと判断したため、スティーヴン・ウィリアムズが起用されることとなった。Xはディープ・スロートとは異なるタイプの情報提供者として描かれている。ディープ・スロートは比較的感じのいい人物像だったのに対して、Xは高圧的で傲慢な人物として描かれている。ニコラス・リーはシーズン1第14話「性を曲げるもの」に出演した際の演技がカーターの目に留まり、アレックス・クライチェック役にキャスティングされた。クライチェックはスカリー不在の穴を埋めるためだけに登場する予定であったが、「昇天 Part.2」以降のエピソードにも登場することになった。 
ドゥカヴニーの発案を受けて、カーターとスポットニッツはシリーズにエイリアンのバウンティハンターを登場させることにした。バウンティハンターはシーズン3以降も登場させる予定だったので、カーターとスポットニッツはキャスティングを入念に行った。スポットニッツが「ブライアン・トンプソンは特徴的な風貌をしている。特に顔と口が独特だ。」と指摘したこともあって、ブライアン・トンプソンの起用が決まった。サマンサ・モルダーにはミーガン・リーチが起用された。 カーターは最初から本物のサマンサを登場させるつもりはなかったという。カーターはその理由について「『X-ファイル』はサイエンス・フィクションだから、サマンサが本物である必要は特にない。また、視聴者に真実を一気に提示するのはまずいからね」と語っている。
リチャード・マティソン上院議員には、『事件記者コルチャック』で主演を務めたダーレン・マクギャヴィンが起用される予定だった。しかし、後に、マクギャヴィンにはモルダーの父親、ウィリアム・モルダーの方を演じてもらうことになった。ところが、マクギャヴィンのスケジュールの都合がつかなかったため、ピーター・ドゥナットがその代わりに起用された。

## 評価

### 視聴率
シーズン2第1話「リトル・グリーン・マン」は1994年9月16日に放送され、1610万人の視聴者を獲得した（視聴率は10.3%）。これはシーズン1最終話「三角フラスコ」が記録した視聴者数（1400万人）よりも多い。シーズン2の視聴者数最高は第15話「新鮮な死体」が記録した1780万人である。最低は第21話「カルサリ」が記録した1290万人である。シーズン2最終話「アナサジ」は1660万人の視聴者を獲得した。
1994年度に放送されたテレビ番組の視聴者数ランキングで、『X-ファイル』シーズン2は第63位となった。シーズン1が前年度105位であったことを考慮すると、大きな躍進であった。

### 批評家からの評価
『DVDジャーナル』はシーズン2に4つ星評価で4つ星満点を与え、「記憶に残る25話だった」と述べている。『IGN』はシーズン2に10点満点で9点の評価を下し、「シーズン1より良くなっている。各ストーリーのプロットが似たものになってきたとはいえ、登場人物が掘り下げられたことで、シリーズの魅力は増したといえる。」と評している。ロバート・シャーマンとラース・パーソンはその著書『Wanting to Believe: A Critical Guide to The X-Files, Millennium & The Lone Gunmen』で「トリニティ」、「不老」、「カルサリ」を厳しく批判する一方、「リトル・グリーン・マン」、「昇天 Part.1」、「昇天 Part.3」、「呪文」、「アナサジ」に5つ星評価で5つ星満点の評価を下している。
批評家の多くが、「昇天」三部作のストーリーをシーズン2で最も評価すべきものだと考えている。シャーマンはシーズン2のハイライトを「ストーリーの濃密さ」「感情を率直に表現していること」だとし、それが『X-ファイル』の「ミソロジー」を7年間にわたって展開できるに足るものにしたと指摘している。『Examination: An Unauthorized Look at Seasons 6–9 of the X-Files』の著者、トム・ケセニッヒは「今日に至るまで、「昇天」三部作はシリーズの方向性を決定づけたエピソードである。多くの要素がこの3部作に盛り込まれている。きわめて素晴らしいエピソードだ。」と述べている。

### 受賞
CCH・パウンダーのゲスト女優賞、クリス・カーターの脚本賞ノミネートをはじめとして、シーズン2はプライムタイム・エミー賞で7つのノミネーションを得たが、受賞は逃した。また、シーズン1と合わせて、第54回ゴールデングローブ賞の作品賞（ドラマ部門）を受賞し、主演2人もそれぞれ、主演男優賞（ドラマ部門）と主演女優賞（ドラマ部門）を受賞した。

## エピソード一覧
| № | #  | タイトル                                   | 監督                         | 脚本                                                                       | 放送日         | プロダクション コード | 合衆国視聴世帯数 （百万） |
| --- | -- | ------------------------------------------ | ---------------------------- | -------------------------------------------------------------------------- | -------------- | --------------------- | ------------------------- |
| 25 | 1  | "リトル・グリーン・マン" Little Green Men" | デヴィッド・ナッター         | グレン・モーガン & ジェームズ・ウォン                                      | 1994年9月16日  | 2X01                  | 9.8                       |
| X-ファイル課は閉鎖されモルダーは詐欺事件関連の盗聴の内勤にまわされ、スカリーはFBIアカデミーでの教職の仕事に戻った。マティソン上院議員からの情報でモルダーは単身、中南米プエルトリコのアレシボ電波天文台へ向かう。そこには、宇宙から発信されたと思われる電波の記録が残されており、それはかつて宇宙探査機ボイジャーに搭載された「地球人からのメッセージ」であった。 |    |                                            |                              |                                                                            |                |                       |                           |
| 26 | 2  | "宿主" The Host"                           | ダニエル・サックハイム       | クリス・カーター                                                           | 1994年9月23日  | 2X02                  | 9.3                       |
| 大西洋、ニュージャージー沖を航行中のロシア貨物船内で、乗組員が何者かによって下水槽に引きずり込まれる事件が起きる。しばらく後、ニュージャージー州ニューアーク市の下水道でこの乗組員の遺体が発見された。スキナー副長官は「これはX-ファイルの事件だ」と直感し、モルダーを捜査に派遣。一方、遺体の解剖を行ったスカリーは、その体内から這い出してくる謎の寄生虫を発見する。その正体は、貨物船が積んでいた放射性廃棄物からの放射線により突然変異し、脊椎動物の特徴を併せ持つようになったプラナリア（通称フルークマン）であった。 このフルークマンに扮しているのは、本作の脚本も担当したことがあるダリン・モーガン。このフルークマンは第3シーズンの「プッシャー」にゴシップ記事として再び登場する。 |    |                                            |                              |                                                                            |                |                       |                           |
| 27 | 3  | "血液" Blood"                              | デヴィッド・ナッター         | 原案: ダリン・モーガン 脚本: グレン・モーガン & ジェームズ・ウォン         | 1994年9月30日  | 2X03                  | 8.7                       |
| ペンシルベニア州の平和な街フランクリンで、7件の殺人事件が続発した。唯一の共通点は現場付近の電子機器が破壊されていること。捜査の過程で市街地で採取したハエの死骸から、非認可の農薬・LSDMが検出された。害虫に恐怖反応を引き起こし作物に近づくのを防ぐという、その農薬がこの地域で秘密裡に散布されていたのだ。そして、その農薬を散布された地域の住民が凶暴化するトリガーは、何者かが身近な電子機器に送信する「KILL'EM ALL」「DO IT NOW」などのサブリミナルメッセージだった。 ミスターXの初登場エピソード（ただし電話越しにモルダーと短い会話をするのみ）である。 |    |                                            |                              |                                                                            |                |                       |                           |
| 28 | 4  | "不眠" Sleepless"                          | ロブ・ボウマン               | ハワード・ゴードン                                                         | 1994年10月7日  | 2X04                  | 8.2                       |
| 睡眠研究の権威、グリッソム博士がニューヨークの自宅マンションで変死した。ミスターXから「博士が死亡直前に火事の通報をしていた」という情報提供を受けたモルダーは、同じ事件の捜査を先に申請したクライチェック捜査官と嫌々ながらも組んで捜査を始める。博士の遺体の皮膚には傷一つないのに、解剖結果からは火事による焼死としか考えられない。数日後、ブルックリンで別の変死体が発見される。外傷がないのに体内は銃撃で蜂の巣にされたように激しく損傷していた。その変死体とグリッソム博士との接点は、ベトナム戦争中のとある秘密実験にあった。 クライチェックの初登場エピソードである。 |    |                                            |                              |                                                                            |                |                       |                           |
| 29 | 5  | "昇天 Part.1" Duane Barry"                 | クリス・カーター             | クリス・カーター                                                           | 1994年10月14日 | 2X05                  | 8.5                       |
| 精神病院から医師を人質に取って脱走した男、デュエイン・ベリー。彼は常日頃から「自分は宇宙人に誘拐され、操られている」と主張していた。拳銃を持って旅行代理店に立てこもったベリーに対し、交渉要員としてモルダーが現場に派遣される。一方、元FBI捜査官であるベリーの経歴を調べたスカリーは、彼がかつて銃撃による前頭葉損傷を受けたことを突き止めた。宇宙人に関する一連の発言は妄想によるものと考え、彼の言葉を信じないようモルダーに警告を発する。 |    |                                            |                              |                                                                            |                |                       |                           |
| 30 | 6  | "昇天 Part.2" Ascension"                   | マイケル・ラング             | ポール・ブラウン                                                           | 1994年10月21日 | 2X06                  | 9.2                       |
| 狙撃により確保されたベリーは、負傷したまま病院から脱走。突如としてスカリーの自宅に現れ、自分の身代わりとして異星人に差し出すために彼女を誘拐した。モルダーはベリーを追跡し、景勝地スカイランド・マウンテンへと向かう。だがCSマンの指示を受けたクライチェックの妨害のために、スカリーは異星人に連れ去られてしまった。ベリーも証拠隠滅のためクライチェックに殺害されてしまう。スキナーにクライチェックの犯行を訴えるモルダーだが、彼は忽然と姿を消した後だった。 オープニングのスローガンは「DENY EVERYTHING（すべてを否定せよ）」。本エピソードのラストで、閉鎖されていたX-ファイル課が再始動する。                                                                                           |    |                                            |                              |                                                                            |                |                       |                           |
| 31 | 7  | "トリニティ" 3"                            | デヴィッド・ナッター         | クリス・ルッペンサール & グレン・モーガン & ジェームズ・ウォン             | 1994年11月4日  | 2X07                  | 9.0                       |
| ハリウッドヒルズの高級住宅街で血液を抜かれた死体が発見された。他の2州でも3人ずつが殺された事件が起きており、モルダーはこれらの事件から犯人がキリスト教における父と子と聖霊の「三位一体」になぞらえていることに気づき、調査に乗り出す。捕まった容疑者は明かりを病的に恐れ、拘置所で日光を浴びた途端に急速な全身火傷を負って死亡した。吸血鬼の存在を確信したモルダーは、容疑者の足取りを辿って訪れたクラブで、謎めいた美女クリステン・キラーと出会う。 クリステン役のペリー・リーブスは当時、モルダー役のデビッド・ドゥカブニーの恋人であった。 |    |                                            |                              |                                                                            |                |                       |                           |
| 32 | 8  | "昇天 Part.3" One Breath"                  | R・W・グッドウィン           | グレン・モーガン & ジェームズ・ウォン                                      | 1994年11月11日 | 2X08                  | 9.1                       |
| 行方不明だったスカリーが、ワシントンDCの医療センターに深い昏睡状態で運び込まれる。ローン・ガンメンが盗み出した彼女のカルテから、彼女の血液中には未知のアミノ酸連鎖構造を持つタンパク質が存在しており、それが彼女の免疫系統を破壊したことが判明する。彼女は生前遺書により延命処置の中止、すなわち尊厳死を望んでいた。母と妹はその意志を尊重しようとし、なんとしても昏睡の原因を究明してスカリーの命を助けたいと願うモルダーとは意見がすれ違う。一方、モルダーはスカリーの病室から血液サンプルを盗み出した男を追跡するが、己の保身を図るミスターXがモルダーの前に立ちはだかる。そのころ、生死の境を彷徨うスカリーは、亡き父の声を聴く。                                                        |    |                                            |                              |                                                                            |                |                       |                           |
| 33 | 9  | "地底" Firewalker"                         | デヴィッド・ナッター         | ハワード・ゴードン                                                         | 1994年11月18日 | 2X09                  | 8.6                       |
| カスケード山脈の活火山研究所から遭難信号が発信され、連絡が途絶えた。火口探査ロボット「ファイアーウォーカー」のカメラ映像には、火口内に倒れた研究グループの一員と、何らかの動く影が映り込んでいた。ヘリで研究所に向かったモルダーとスカリーは、研究グループの生存者3人と出会う。グループのリーダーであるトレプコス博士が火口内で何かを発見し、それ以来正気を失って調査資料を破棄し通信施設やファイアーウォーカーも破壊したという。 |    |                                            |                              |                                                                            |                |                       |                           |
| 34 | 10 | "レッド・ミュージアム" Red Museum"         | ウィン・フェルプス           | クリス・カーター                                                           | 1994年12月9日  | 2X10                  | 9.9                       |
| ウィスコンシン州の精肉業が盛んな町で少年少女が行方不明になり、翌日「HE IS ONE（彼が証人だ）」という文字が背中に書かれた状態で現れる事件が起こる。町には「赤の記念館」という、肉食を忌避する新興宗教の集団生活施設があり、保安官は彼らを疑う。しかし事件は「三角フラスコ」で登場した抗体を用いた人体実験が絡んでいると分かり、証拠隠滅のためディープ・スロートを殺した男（バウンティーハンター）が動き出す。 |    |                                            |                              |                                                                            |                |                       |                           |
| 35 | 11 | "不老" Excelsis Dei"                       | スティーヴン・サージック     | ポール・ブラウン                                                           | 1994年12月16日 | 2X11                  | 8.5                       |
| マサチューセッツ州の老人介護施設「神の家」で、女性介護士が姿の見えない者にレイプされる事件が起こる。施設では両手をベッドにくくりつける身体拘束や、食事介助の際に無理矢理に食べ物を口に押し込むなど、多くの介護士による入居者への虐待が日常化していた。レイプ事件の捜査に入ったモルダーとスカリーは、施設に入居して以来アルツハイマー病から奇跡的な回復を遂げた老人たちに話を聞くが、入居者のひとりが急激な痙攣発作を起こして死亡。彼の血液からは、施設の医師が投薬していない物質が検出された。それは、心優しい東洋人の介護士が独自に精製して老人たちに飲ませていた薬――シャーマンが先祖の霊と語らうときに飲むという霊薬だった。                                                               |    |                                            |                              |                                                                            |                |                       |                           |
| 36 | 12 | "オーブリー" Aubrey"                       | ロブ・ボウマン               | サラ・B・カーノ                                                            | 1995年1月6日   | 2X12                  | 9.7                       |
| ミズーリ州オーブリー。50年前、プロファイリングという概念がない時代から同様の捜査手法を独自に実施していた伝説的なFBI捜査官サム・チェイニーの白骨死体が、何もない野原から発見された。発見したのは、不倫の末に妊娠したばかりの女性刑事。突然脳裏にひらめいたイメージに従ってその場所を掘り返したのだ。オーブリーでは数日前、かつてサムが担当していた猟奇事件と同じ手口の殺人事件が発生していた。モルダーとスカリーは50年前の事件の実行犯コクリーを尋ねるが、70歳代で重度の呼吸器疾患を持つ現在の彼に殺人を実行する能力はない。犯人の見当がつかないまま、また新たな犠牲者が出てしまう。 |    |                                            |                              |                                                                            |                |                       |                           |
| 37 | 13 | "フェチシズム" Irresistible"               | デヴィッド・ナッター         | クリス・カーター                                                           | 1995年1月13日  | 2X13                  | 8.8                       |
| ミネソタ州ミネアポリス付近で、埋葬されたばかりの若い女性の遺体が次々に冒涜されるという事件が発生した。犯人は葬儀屋の従業員をクビになった死体フェティシストの男性、ファスター。遺体の頭髪や爪を収集する彼の病的な欲望はエスカレートし、遺体を調達するための殺人を繰り返すようになり、ついにスカリーに狙いを定めて接近し始める。モルダーに輪をかけたようなオカルトマニアの地元刑事が登場し、その推理に呆れたモルダーが現実的な推理を展開する珍しいパターンの話。 |    |                                            |                              |                                                                            |                |                       |                           |
| 38 | 14 | "呪文" Die Hand Die Verletzt"              | キム・マナーズ               | グレン・モーガン & ジェームズ・ウォン                                      | 1995年1月27日  | 2X14                  | 10.2                      |
| 黒魔術信仰の噂が飛び交うニューハンプシャー州の田舎町。森の外れで男子高校生が目と心臓を抉り出されて死んだ。彼が通っていた高校には秘密の悪魔崇拝を続けてきた教師と父兄の一団がいたが、今回の事件には誰も心当たりがなく、グループ内でも疑心暗鬼が拡がる。事件後に学校へ赴任してきた代理教師パドックが担当する生物の授業中、グループのひとりの娘が解剖用メスで手首を切って死亡。悪魔崇拝を続けてきたことを後悔する父親は、グループの内実をモルダーに告白する。しかし、その彼もあずかり知らぬところでうごめく者がいた。 |    |                                            |                              |                                                                            |                |                       |                           |
| 39 | 15 | "新鮮な死体" Fresh Bones"                  | ロブ・ボウマン               | ハワード・ゴードン                                                         | 1995年2月3日   | 2X15                  | 10.8                      |
| ハイチ人難民キャンプで任務中の軍人が車を運転中、木に激突して死亡。軍は自殺と発表するが、妻はブードゥー教の呪いだと主張。検死を行おうとしてスカリーが見たものは軍人の死体ではなく犬のものだった。数日後、死んだはずの軍人が呆然と歩いているところを発見された。検査の結果、彼の血液から微量のフグ毒テトロドトキシンが検出され、モルダーはブードゥー教の儀式により一種の仮死状態にされていたと推測する。 |    |                                            |                              |                                                                            |                |                       |                           |
| 40 | 16 | "入植 Part.1" Colony"                      | ニック・マーク               | 原案: デイヴィッド・ドゥカヴニー & クリス・カーター 脚本: クリス・カーター | 1995年2月10日  | 2X16                  | 9.8                       |
| 全く同じ顔と背格好をした妊娠中絶の専門医が勤務する病院が放火され、医師が行方不明となる事件が3件続けて発生した。捜査を開始するモルダーにCIA局員が接触し、彼らはロシアのクローン人間だと告げる。捜査を続けるモルダーだが、父ビルに「緊急の用件」と呼び出され実家に戻ることに。そこには幼少の頃誘拐された妹サマンサの姿があった。一方、スカリーは殺された医師たちと同じ顔をした4人の男を保護する。しかしバウンティーハンターは、変身能力を巧みに利用して、留置場に保護されていた医師たちをも暗殺。彼の魔手はついにスカリーにまで伸びようとしていた。 |    |                                            |                              |                                                                            |                |                       |                           |
| 41 | 17 | "入植 Part.2" End Game"                    | ロブ・ボウマン               | フランク・スポトニッツ                                                     | 1995年2月17日  | 2X17                  | 10.7                      |
| バウンティーハンターは、誘拐したスカリーと引き換えにサマンサの身柄を要求する。FBIは二人を助けるために奮闘するが、サマンサの命は失われ、バウンティーハンターの確保にも失敗する。冷たい川から引き上げられたサマンサの遺体は、スカリーの目の前で急激に腐食し、緑色の液体となって溶け落ちていった。サマンサの置き手紙からある研究施設を訪れたモルダーは、サマンサのクローンと名乗る女性たちに出会うが、その施設もバウンティーハンターに襲撃・破壊されてしまう。一縷の望みをかけてミスターXに接触したモルダーは、秘密を暴くために氷に閉ざされた北極海へと独り赴く。 |    |                                            |                              |                                                                            |                |                       |                           |
| 42 | 18 | "恐怖の均整" Fearful Symmetry"             | ジェームズ・ホイットモア・Jr | スティーヴ・デ・ジャーナット                                               | 1995年2月24日  | 2X18                  | 9.6                       |
| アイダホ州フェアフィールドで、深夜に道路工事の作業員が死亡する事件が起こる。作業員の肋骨は、何か巨大なものに押し潰されたかのようになっていた。翌朝、フェアフィールド動物園で飼育されている「ガネシャ」という雌の象が、70kmほども離れた路上で発見されすぐに衰弱死した。作業員は透明な象に踏みつぶされるといった様々な可能性を検討する中で、スカリーはガネシャの検死解剖を行い、ガネシャがつい最近まで妊娠していたことを突き止める。だが子宮内に胎児はおらず、この動物園では繁殖例がなかった。その鍵を握っていたのは、1000語もの手話のボキャブラリーを持つ雌のローランドゴリラ「ソフィー」だった。 ジェイン・アトキンソンが獣医役で出演。                                                      |    |                                            |                              |                                                                            |                |                       |                           |
| 43 | 19 | "歪み" Dod Kalm"                           | ロブ・ボウマン               | 原案: ハワード・ゴードン 脚本: ハワード・ゴードン & アレックス・ガンサ     | 1995年3月10日  | 2X19                  | 10.2                      |
| ノルウェー沖で米軍の駆逐艦が遭難。42時間後、付近を漂流していた救命ボートが発見されたが、乗っていたのは瀕死の老人18名だった。指紋照合により、そのうちの1名が28歳の海兵隊員と判明するが、外見は90歳の老人のように全身皺で覆われていた。現地へ飛んだモルダーとスカリーは駆逐艦に乗り込み調査を開始するが、艦は何十年も放置されていたかのように錆び果てていた。戻る手段を失い艦に取り残されてしまった二人にも急速な老化の兆候が現れる。老化現象により体力が低下していく中、スカリーは医師としての知識と分析能力を総動員して原因の解明を試みる。 |    |                                            |                              |                                                                            |                |                       |                           |
| 44 | 20 | "サーカス" Humbug"                         | キム・マナーズ               | ダリン・モーガン                                                           | 1995年3月31日  | 2X20                  | 9.8                       |
| 「見世物小屋」じみたサーカスに出演する芸人が集まる土地で、元団員の魚鱗癬患者が殺される事件が起きる。現場の状況から、体の関節を外す「脱出芸」の達人が容疑者となるが、動機の点で可能性は低かった。猿の死骸と魚の胴体をくっつけた「フィージー人魚」という見世物の記憶が残るこの町で、同様の手口による殺人事件が起こる。 |    |                                            |                              |                                                                            |                |                       |                           |
| 45 | 21 | "カルサリ" The Calusari"                   | マイケル・ヴェジャー         | サラ・B・カーノ                                                            | 1995年4月14日  | 2X21                  | 7.9                       |
| 遊園地で2歳の男の子がミニ機関車にひかれて死亡した。事故の直前に撮られた写真には、彼が無邪気に風船を追いかける様子が映っていたが、空高く舞い上がるはずのそのヘリウム風船は、まるで彼を線路上へおびき寄せるように水平に移動していた。男の子はずっと体調不良で何度も医者にかかっていたことから、スカリーは男の子の母親が代理ミュンヒハウゼン症候群を患って男の子を虐待していたのではないかと疑う。しかし長男の目の前で、父親とルーマニア人の祖母が相次いで死亡。ルーマニアの伝統的信仰を受け継ぐ祈祷師「カルサリ」が、長男にとりついた悪魔と戦う。 |    |                                            |                              |                                                                            |                |                       |                           |
| 46 | 22 | "幼虫" F. Emasculata"                      | ロブ・ボウマン               | クリス・カーター & ハワード・ゴードン                                      | 1995年4月28日  | 2X22                  | 8.5                       |
| バージニア州の刑務所で終身刑の受刑者2名が脱獄する事件が発生し、モルダーとスカリーが捜査に向かう。二人が到着した時には、刑務所がすでに軍の管理下に置かれており、全身を防護服で固めた複数の人間が、独房棟の囚人を防疫カプセルに入れて運んでいた。さらに、CDCの医師と名乗る男性が現れ、刑務所は完全に隔離されたと告げる。スカリーは刑務所に残って事態の解明を図り、モルダーは地元の保安官と協力して脱獄犯を追跡する。やがて、刑務所では感染から36時間以内に100％死亡する深刻な伝染病が発生していたことが判明し、大きな陰謀が浮かび上がってくる。 |    |                                            |                              |                                                                            |                |                       |                           |
| 47 | 23 | "影踏み" Soft Light"                       | ジェームズ・コントナー       | ヴィンス・ギリガン                                                         | 1995年5月5日   | 2X23                  | 8.1                       |
| ホテルの宿泊客が失踪し、現場には人間の燃えカスと同じ成分の灰が残されていた。最近1ヶ月の間に同様の事件が2件発生しており、全く手がかりがつかめなかったことから、FBIアカデミーでスカリーの生徒だった新人刑事がスカリーに応援を依頼する。やがて捜査上に、暗黒物質の実験中に自分の影が一種のブラックホールと化してしまった一人の物理学者の存在が浮かび上がる。ストーリーの鍵となる博士はトニー・シャルーブが扮し、苦悩と恐怖におびえる人物像を演じている。影がストーリーの核となるため、撮影監督出身者が演出を担当している。 |    |                                            |                              |                                                                            |                |                       |                           |
| 48 | 24 | "カニバル" Our Town"                       | ロブ・ボウマン               | フランク・スポトニッツ                                                     | 1995年5月12日  | 2X24                  | 9.0                       |
| カニバリズムをテーマにした作品。アーカンソー州ダドリーでは、地元の大手肉加工会社「チャコ・チキン」の工場を調査中だった農務省の食品検査官が行方不明になる。さらに、モルダーたちが工場で聞き込み調査をしている最中に女性従業員が突如錯乱、人質をとった挙げ句に射殺される。司法解剖の結果、彼女がBSE（狂牛病）にも似たCJDという病気にかかっていたことが判明する。そして工場の排水が流れ込む用水路の底からは、検査官のものを含む大量の人骨が引き上げられた。 |    |                                            |                              |                                                                            |                |                       |                           |
| 49 | 25 | "アナサジ" Anasazi"                        | R・W・グッドウィン           | 原案: デイヴィッド・ドゥカヴニー & クリス・カーター 脚本: クリス・カーター | 1995年5月19日  | 2X25                  | 9.6                       |
| オープニングのスローガンは「éí 'aaníígÓÓ 'áhoot'é」。これはナバホ語で「真実はそこにある」という意味。ニューメキシコ州でナバホ族の少年エリックが異星人の死体を発見する。ワシントンでは体調不良のモルダーがロズウェル事件の真相を記したMJ-12のデータ、通称「MJファイル」を入手していた。モルダーは当初それを偽物と考えていたが、ナバホ語で書かれた暗号文書だと判明。モルダーを陥れるための陰謀が進行し、モルダーに忠告を与えた父ビルはクライチェックに殺され、モルダーに罪が擦り付けられる。スカリーの機転により、モルダーは怪我を負いつつも策謀を逃れ、ナバホ族居留地で採石場に埋められていた貨車から大量の異星人の死体を発見する。                                                           |    |                                            |                              |                                                                            |                |                       |                           |